# Vieux cimetière de Vinča près de Topola
Le vieux cimetière de Vinča près de Topola (en serbe cyrillique : Старо гробље у Винчи код Тополе ; en serbe latin : Staro groblje u Vinči kod Topole) est situé à Vinča, dans la municipalité de Topola et dans le district de Šumadija, en Serbie. Il est inscrit sur la liste des monuments culturels protégés de la République de Serbie (identifiant no SK 1066).

## Présentation
Le cimetière, situé au centre de Vinča, conserve des tombes datant de 1819 aux années 1920. Une centaine d'entre elles sont classées en raison de leurs caractéristiques notamment stylistiques.
Toutes ces tombes sont gravées ou sculptées dans la pierre simple ou le grès ; nombre d'entre elles sont travaillées selon le principe des krajputaši, sortes stèles-monuments-bornes que l'on retrouve le long des routes, avec des visages traités en bas-relief ou des figures en pied. Les défunts sont représentés dans une tenue appropriée à leur âge et à leur profession ; les pierres tombales montrent ainsi fréquemment les outils dont ils se servaient lorsqu'ils étaient en vie ; d'autres renvoient à des représentations plus abstraites ou plus symboliques comme l'arbre de vie, la colombe, les végétaux et les ornements en forme de croix.
Cette concentration de pierres tombales et leur nombre constituent l'ensemble le plus important conservé en Serbie centrale.